# Suermondt-Ludwig-Museum

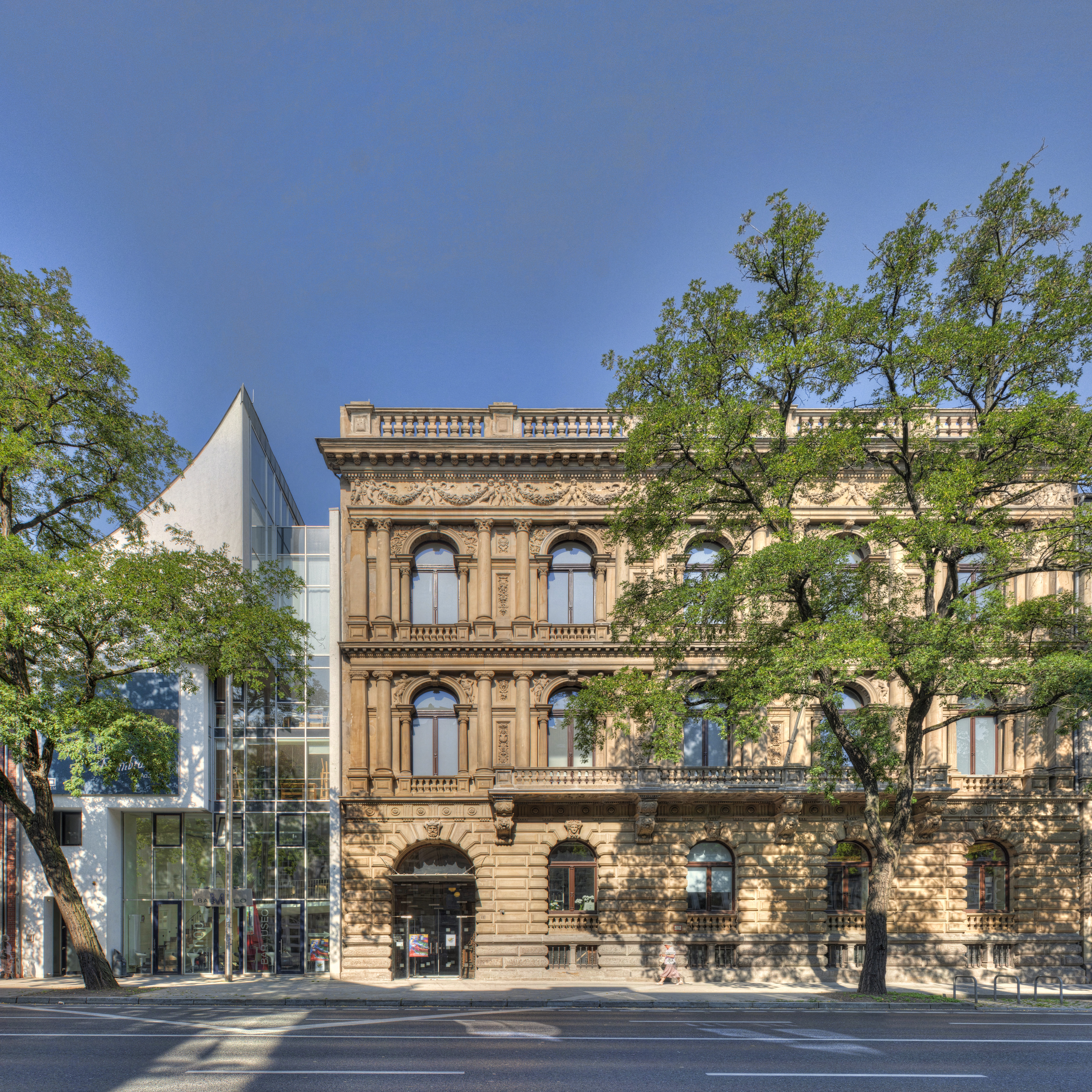
El frente del museo, con la ampliación de 1994 a la izquierda y la Villa Cassalette a la derecha

El Suermondt-Ludwig-Museum es un museo de arte en Aquisgrán, Alemania. Fundado en 1877, su colección incluye obras de Aelbrecht Bouts, Joos van Cleve, Anthony van Dyck, Otto Dix y Max Beckmann .

## Historia
En 1877 se creó la Aachener Museumsverein (Asociación de Museos de Aquisgrán), y en 1883 se inauguró un museo de la ciudad en el edificio de la Alte Redoute (Reducto Antiguo). Se denominó Museo Suermondt, en honor al fundador Barthold Suermondt, que donó a la ciudad 105 cuadros de su colección, así como los de la colección de su cuñada Adèle Cockerill. Esta colección, junto con otras muchas obras que posteriormente se vendieron a Berlín, ya se exponía en la Galería Suermondt de Aquisgrán antes de la creación del museo
En 1901, el museo se trasladó a la Villa Cassalette, originalmente propiedad de la familia Cassalette, que había adquirido fortuna a través de la Aachener Kratzenfabrik Cassalette, que producía máquinas para el cardado. En las décadas siguientes, el edificio se fue ampliando poco a poco para albergar la creciente colección del museo, interrumpida por la Segunda Guerra Mundial, cuando la colección se almacenó para su custodia en el Albrechtsburg de Meissen. Después de la guerra desaparecieron unos 200 cuadros, pero el museo ha recuperado recientemente dos cuadros de flores: Flores en un jarrón de cristal y Flores en un jarrón Wan-Li.
La expansión más reciente fue en 1992 a 1994. Se recibieron obsequios importantes de Anton Ignaz van Houtem y Franz Johann Joseph Bock .
En 1977, el nombre del museo se cambió por el de Suermondt-Ludwig-Museum en honor a Irene y Peter Ludwig, coleccionistas de arte que donaron ese año una parte importante de su colección de arte (de medieval a moderno) al museo, tras haber concedido préstamos permanentes desde 1957.

## Edificio

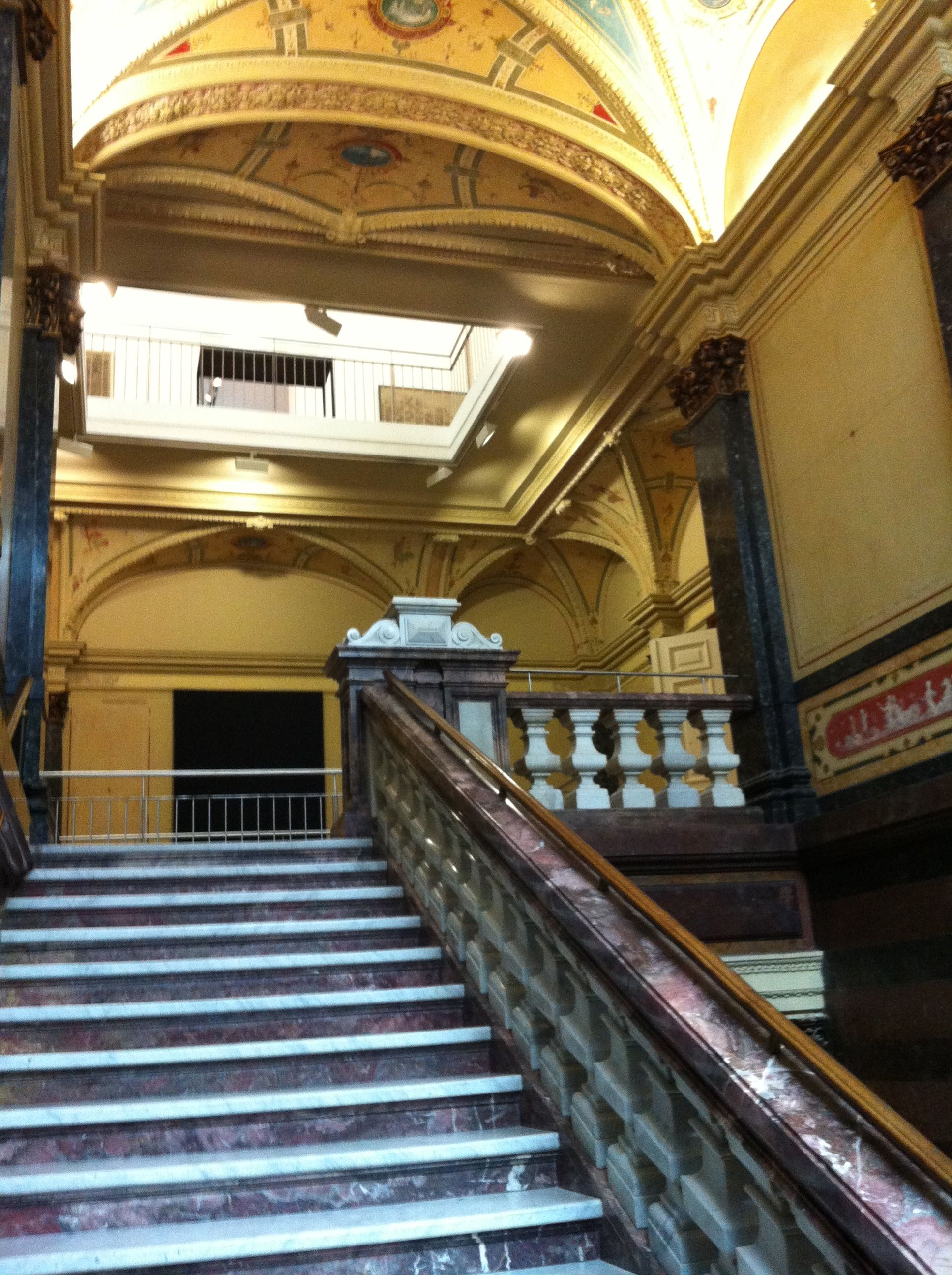
Vista interior de la Villa Cassalette: la escalera central

La familia Cassalette, rica propietaria de una fábrica en Aquisgrán, pidió al arquitecto Eduard Linse que diseñara un palacio urbano de estilo renacentista, inspirado en los palacios venecianos. El interior de la Villa Cassalette estaba ricamente decorado con murales de estilo pompeyano, casetones de estuco en los techos y esculturas. Cuando el edificio se convirtió en museo en 1901 y posteriormente, se realizaron muchos pequeños cambios y ampliaciones; pero gran parte del interior original se ha restaurado o hecho visible de nuevo desde entonces. En 1992-1994, la empresa de arquitectura Busmann & Haberer diseñó una gran ampliación, construida en el lado izquierdo de la Villa.

## Colección
Las piezas más antiguas de la colección son esculturas alemanas de los siglos XII a XVI. Se incluyen obras de Tilman Riemenschneider, Hendrik Douvermann y Arndt van Tricht. Entre las pinturas más antiguas de la colección se encuentra una Adoración de los Reyes Magos del Maestro de la Glorificación de la Virgen y una obra de Joos van Cleve. Entre las pinturas del siglo XVI se encuentran una Judith de Luca Cranach el Viejo, un Díptico del Ecce Homo y la Mater Dolorosa de Aelbrecht Bouts y una María Magdalena de Cornelis Engebrechtsz. Entre los principales artistas del siglo XVII representados aquí se encuentran, de España, Francisco de Zurbarán, Luis de Morales y Jusepe de Ribera, y de Italia, Bartolomeo Manfredi. La gran colección de pinturas de Flandes y los Países Bajos muestra obras de Anthony van Dyck, Jacob Jordaens, Frans Snyders, Jacob Isaacksz van Ruisdael, Frans Hals, Willem Claeszoon Heda, Willem Kalf, Joseph de Bray y Jan Boeckhorst.
La colección de arte moderno se limita en gran medida a los artistas que vivían o trabajaban en Alemania, incluidos los internacionalmente conocidos como Alexej von Jawlensky, Otto Dix, Max Beckmann, August Macke y Andreas Achenbach .

Otras disciplinas expuestas son una gran colección de pintura sobre vidrio, 10.000 obras de arte gráfico de artistas como Alberto Durero, Rembrandt y muchos otros, tapices flamencos y obras de orfebrería

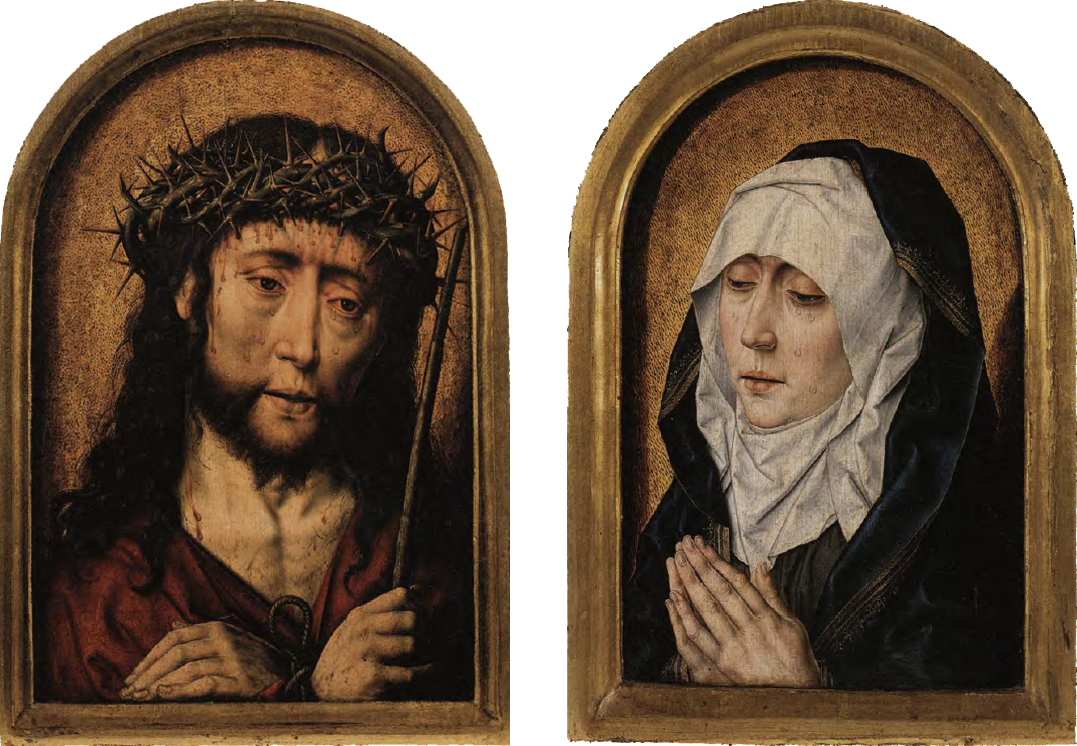
Díptico Ecce Homo y Mater Dolorosa, de Aelbrecht Bouts . C. 1491-1520
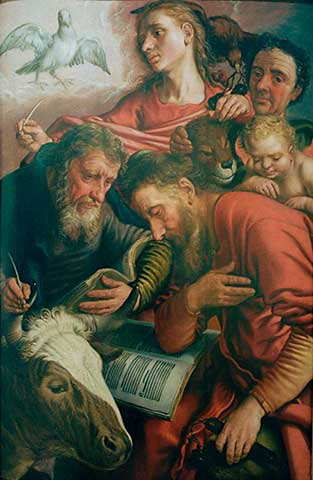
Los cuatro evangelistas de Pieter Aertsen
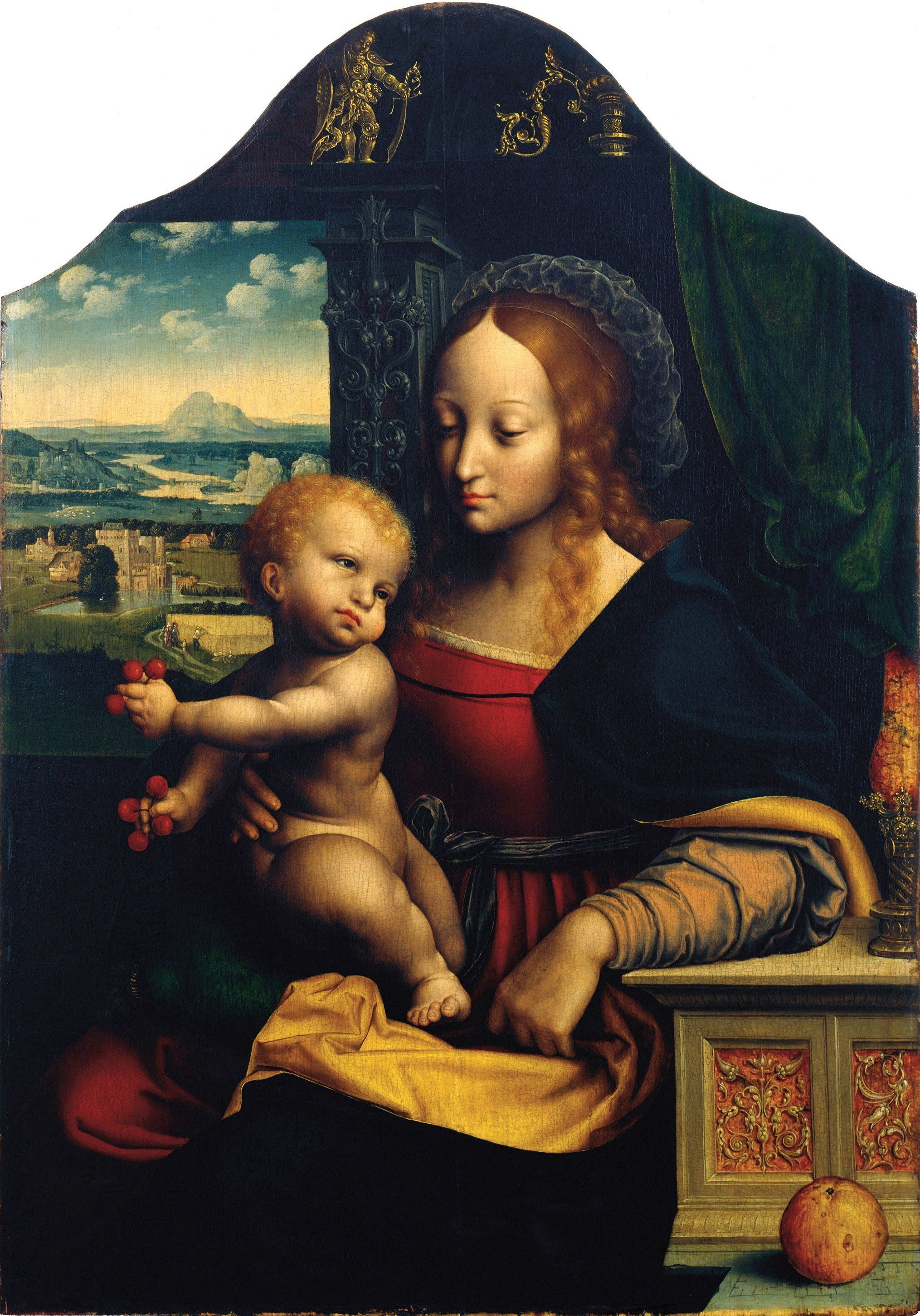
La virgen de las cerezas de Joos van Cleve
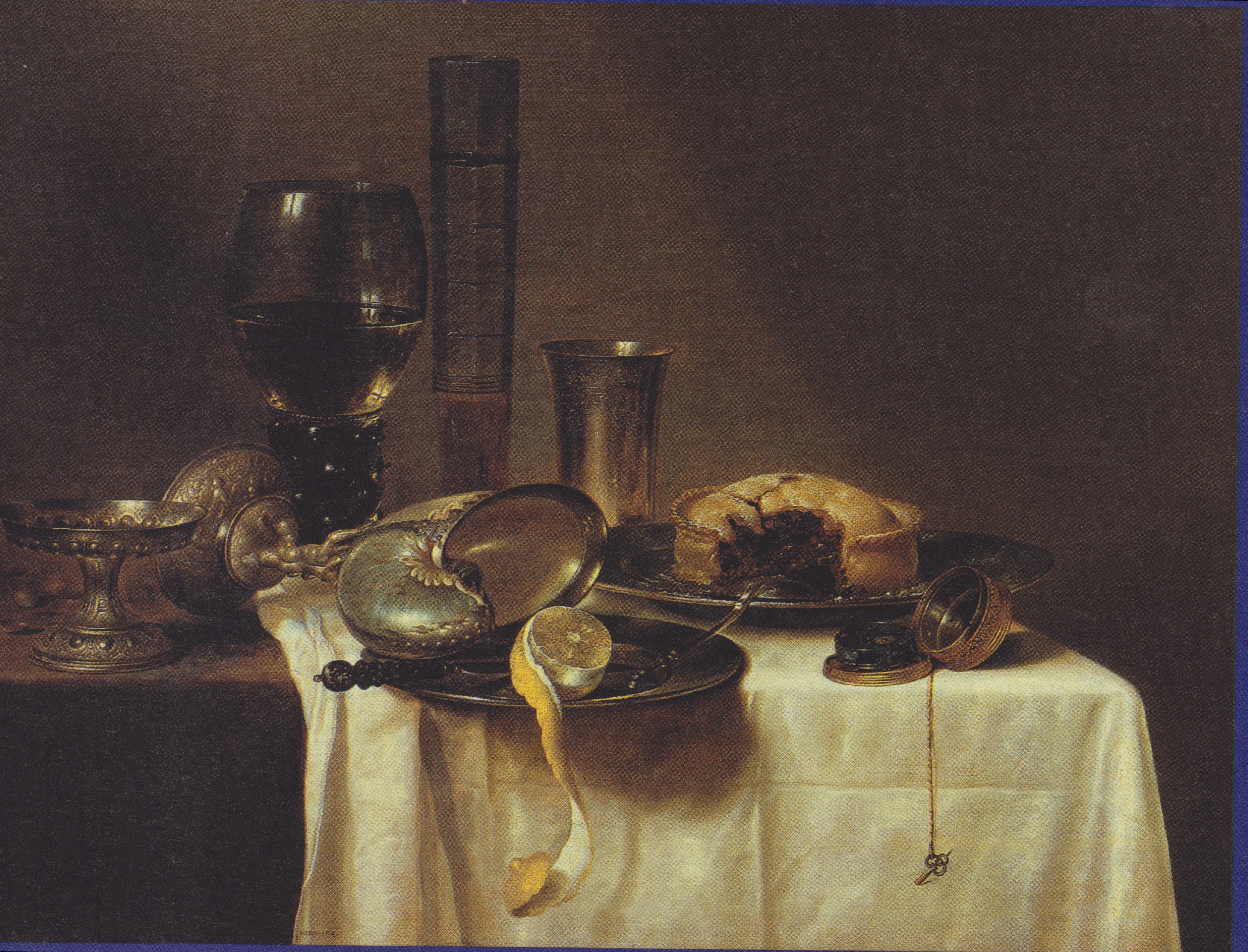
Bodegón con copa de nautilus de Willem Claeszoon Heda